# Campyloxenus
Campyloxenus là một chi bọ cánh cứng trong họ 
Elateridae.
Chi này được miêu tả khoa học năm 1860 bởi Fairmaire.

## Các loài
Chi này có các loài:
- Campyloxenus pyrothorax Fairmaire, 1860